# Лежандр, Жак
Жак Лежандр (фр. Jacques Legendre, род. 2 декабря 1941, Париж) — французский политик, бывший сенатор и депутат Национального собрания Франции от департамента Нор, член партии Республиканцы.

## Биография
Родился 2 декабря 1941 г. в Париже. Трижды, в 1973, 1978 и 1986 годах избирался депутатом Национального собрания от 18-го округа департамента Нор. 29 марта 1977 года сдал мандат депутата, войдя в правительство Раймона Барра в качестве государственного секретаря министерства труда. С 2 апреля 1978 года по 13 мая 1981 года занимал пост государственного секретаря по вопросам профессионального обучения.
В сентябре 1992 и сентябре 2001 года Жак Лежандр избирался в Сенат Франции. На выборах сенаторов 2011 года возглавил собственный список и был в третий раз избран в Сенат. В выборах в Сенат 2017 года не участвовал.

## Занимаемые выборные должности
11.03.1973 — 29.03.1977 — депутат Национального собрания от 18-го округа департамента Нор 

29.03.1977 —  31.03.1978 — государственный секретарь министерства труда в правительстве Раймона Барра

02.04.1978 —  13.05.1981 —  государственный секретарь по вопросам профессионального обучения в правительстве Раймона Барра

1977 —  1992 —  мэр города Камбре 

16.03.1986 — 14.05.1988 — депутат Национального собрания от 18-го округа департамента Нор 

22.03.1992 — 15.03.1998 — член Регионального совета Нор-Па-де-Кале

с 1992 —  член муниципального совета города Камбре 

27.09.1992 — 01.10.2017 — сенатор от департамента Нор 

2008  — 2011  — президент комиссии Сената по вопросам культуры, образования и коммуникаций